# 金曜ワイドあおもり
『金曜ワイドあおもり』（きんようワイドあおもり）は1985年から1995年3月まで青森放送で放送されていた情報番組。

## 概要
キャスターは当初、大友寿郎と窪寺美穂子が務めていたが、後に女性キャスターは野坂真理に変更された。中継リポーターは、夏目浩光演じる「横丁太郎」と青山良平演じる「横丁次郎」が務めていたが、後に夏目に替わって田村啓美が「横丁花子」として出演するようになった。他に伊奈かっぺいがレギュラー出演していた。
青森放送がNNSとANNのクロスネット局だった時代には、金曜日の『モーニングショー』（テレビ朝日）終了後に放送されていたが、同局がNNS単独系列になり、『ルックルックこんにちは』（日本テレビ）を放送するようになってからは、『ルックルック』を9:55で飛び降りての放送を行っていた。1994年4月に放送開始時刻が10:25になったが、その後も9:55頃にはRAB出しのブルーバックの「ルックルックこんにちは」のエンドクレジットがフィラー扱いでしばらく出されていた（この時点ではまだ『ルックルック』の放送は続くため、「終」の文字は消されていた）。なお、本番組開始以前の平日は、1984年10月から、『チャウ・ちゃう30分（15分）!』という自社製作番組が放送されていた。
1995年4月から平日夕方に自社制作の帯番組『出会いふれあい生テレビ』開始のため、1995年3月で放送終了。以降は自社制作の生放送番組は夕方に編成されるようになった。また、前述の大友寿郎はこの番組の終了と同時に放送部（現・報道局アナウンス部）を離れ、別部署へ異動した。

## 主なコーナー
- ニュース - 『RABニュースレーダー』のメインキャスターが報道センターから伝えていた。キャスターが休みや取材などで不在の際には、大友がスタジオで読み上げていた。
- まりちゃんニュース
- かっぺい塾 - 中断していた時期あり。このコーナーのコンセプトは[要説明]、ANN東北6局ネットの『るくなす』内の「かっぺいの学校ごっこ」に引き継がれた。
- 駅前物語
- いちいち見に行く11時

## エンディングテーマ
- 青空に会いたい/安藤秀樹 - 1994年3月まで使用。